# Alas (geologie)
Een alas is een Jakoets woord voor een geologische formatie, die veelvuldig voorkomt in laaggelegen gebieden in Jakoetië waar thermokarst voorkomt.
Het is een in noord-zuidrichting verlopende holvormige en vlakke ovaalvormige depressie met een diameter van enkele tientallen meters tot enkele kilometers en een diepte van 1 tot 15 meter (soms tot 30 meter). Alassen worden onder andere gevormd als gevolg van het opdooien van ondergronds ijs, het inzinken van elementen als rots- en bodemdeeltjes, door suffosie en door karst. De lagere delen van een alas zijn meestal bedekt met moerassige meren en de hellingen met grassteppevegetatie. Een alas is een autonome biotoop. Het is een van de karakteristieke veenvormingsgebieden. De droge delen van een alas worden soms gebruikt als akkerland.
De grootste alas is Mjoerjoe in de oeloes Oest-Aldanski (nabij de monding van de Aldan) van Jakoetië. In deze alas bevindt zich het oeloescentrum Borogontsy. In 2002 werd een 73-kilometer lang kanaal gegraven vanaf de Lena om deze alas deels op te vullen met water.